# Mladen Medak
Mladen Medak Gaga (Bjelovar, 21. travnja 1964.) hrvatski je kantautor i bivši turistički djelatnik.
Rođen je i živi u Bjelovaru. Bio je član bjelovarskog glazbenog sastava "Stare staze" od 1992., kao basist, pjevač, autor glazbe i tekstova. Stare staze su objavile dva albuma: "Iz duše za dušu" 1994. godine i jedan Božićni album iste godine. S njima je nastupio na Dori 1995. godine sa skladbom "Ritam ljubavi mi daj", za koju je napisao glazbu i tekst i izveo kao glavni vokal.
Nakon odlaska iz Starih staza 1996. povremeno je pisao pjesme za druge, a 2003. započeo je samostalnu glazbenu karijeru kao kantautor. Uglavnom sklada i pjeva šaljive, društveno angažirane pjesme šansonijerskog izričaja i tamburašku glazbu. 
Nastupao je na Chansonfestu u Zagrebu, na Zlatnim žicama Slavonije u Požegi, na Brodfestu Slavonskom Brodu, na Festivalu Pjesme Podravine i Podravlja u Pitomači (prva nagrada 2010. za skladbu "Jezuš, dečki, kak me hiče", 2012. druga nagrada za skladbu "Klapska cajka s Podravine" (uz pratnju Kvarteta Gubec), 2014. prva nagrada za skladbu "Reči Mara"), na Festivalu hrvatske šansone Zvonimir Golob, na festivalu Kre Mure i Drove u Prelogu, na Čansonfesto u Kastvu, na Šala la chanson festivalu u Splitu i na drugim festivalima. Na Danima smiha u Blatu na Korčuli, osvojio je Grand prix 2005. (pjesma "U našem plemenu"), prvu nagradu stručnoga žirija 2007. (pjesma "Kako se u Europu stiže"), dok je 2008. godine za skladbu "Petrovi vjetrovi" osvojio Grand prix festivala i prvu nagradu publike istovremeno. Ta je pjesma iste godine izvedena na Chansonfestu u Zagrebu na zahtjev Zvonka Špišića, što je bilo prvi put u povijesti tog festivala da je pjesma koja je već izvedena na nekom festivalu uvrštena u program Chansonfesta.
Povremeno piše i za djecu, za što je primio i nekoliko priznanja. Na međunarodnom dječjem festivalu Kukuriček u Đurđevcu bio je nagrađivan tri puta: 2006. godine za skladbu Šime miš i pokisli miševi (gdje je autor glazbe i teksta) dobio je nagradu za najbolji tekst, 2009. godine napisao je glazbu i tekst za skladbu Kad srce srcu, za koju je osvojio prvu nagradu publike, a 2012. godine za skladbu "Kada bih ja" dodijeljena mu je nagrada za najbolji tekst. 
Prvi samostalni album "Rupe" objavio je 2005. godine. Drugi album "Jezuš, dečki, kak me hiče i druge zaglazbancije" objavio je 2011. godine, a 2021. godine izdavačka kuća Cantus objavila je CD Tri šansonijera na kojima se, uz izabrane kantautorske skladbe Jadranka Črnka i Igora Brešana, nalaze i skladbe Mladena Medaka Gage. U listopadu 2022. Croatia Records objavila je Gagin samostalni album Dečki, kak me hiče s dvanaest kantautorskih festivalskih uspješnica tamburaške glazbe, među kojima je i nekoliko nagrađenih pjesama, kao i antologijska Jezuš, dečki, kak me hiče.
Od 2012. godine nastupa s vlastitom predstavom "Kajbare – zaglazbancije i politikancije", koja je na stalnom repertoaru zagrebačkog kazališta Histrion u Zagrebu, u kojem u 2020. godini počinje s igranjem još jedne svoje autorske predstave, satirične monokomedije Sratnik.
Godine 2018. napisao je i postavio monodramu Ja, Preradović, s tematikom pjesnikove biografije a povodom 200. obljetnice Preradovićeva rođenja. Te iste godine uredio je i ilustrirao brošuru ''Petar Preradović kao nadahnuće te na osnovi spomenute predstave načinio scenarij za igrano-dokumentarni film o tom znamenitom ilircu Ja, Preradović, u kojemu i igra lik pjesnika, a za potrebe navedenoga filma skladao je glazbu i suautor je scenografije.
Početkom 2021. godine dizajnerski je osmislio interpretacijske table za Stazu začudnih bića Bilogore (OPG Na Malenom brijegu) i autor je ilustracija za istu namjenu. U isto vrijeme počinje se baviti kamišibajem, tradicionalnim japanskim načinom slikovnog pripovijedanja, gdje se ostvaruje kao autor priča, ilustracija i glazbe te kao izvođač – pripovjedač. U suradnji s Narodnom knjižnicom Petar Preradović iz Bjelovara pokreće "Kamišibaj festival Bjelovar 2022."
Dugi je niz godina bio djelatnik Turističke zajednice grada Bjelovara (kasnije TZ Bilogora-Bjelovar) te organizator turističke manifestacije Terezijana do 2016. godine, kao i suorganizator bjelovarskoga "Božićnog gala koncerta" (na kojemu još uvijek uz poslove organizacije kreira dramski dio koncerta i scenografiju). Trenutačno djeluje kao samostalni poduzetnik. 
Njegov je otac bio karikaturist, ilustrator i slikar Branko Medak, čiji je posao karikaturista i ilustratora djelomično nastavio i Mladen Medak Gaga.

## Zanimljivosti
Mladen Medak je nadimak Gaga dobio još kao dijete. Od vremena kada su ga roditelji učili da izgovori svoje ime, umjesto Mladen govorio je Gaga, nakon čega su svi popustili i odlučili ga jednostavno zvati tim nadimkom.

## Diskografija
- "Rupe" (2005.)
- "Jezuš, dečki, kak me hiče i druge zaglazbancije" (2011.)
- "Dečki, kak me hiče! (2022.)